# Winsen, Harburg
Winsen (Luhe) là thủ phủ của huyện Harburg, trong bang Niedersachsen, Đức. Đô thị này có diện tích 109,55 killômét vuông. Đô thị này nằm bên sông nhỏ Luhe, gần nơi hợp lưu với sông Elbe, cự ly khoảng 25 km về phía đông nam của Hamburg, và 20 km về phía tây bắc của Lüneburg.